# Décès en 993
Décès
- 989
- 990
- 991
- 992
- 993
- 994
- 995
- 996
- 997

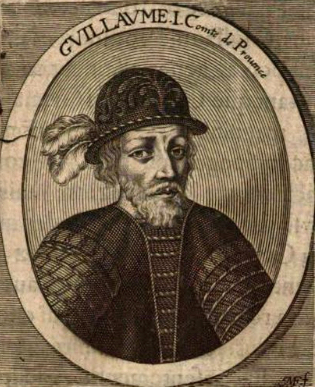
Guillaume Ier de Provence, mort en 993.

Cette page dresse une liste de personnalités mortes au cours de l'année 993 :
- 13 mars : Odo Ier, margrave de la Marche de l’Est saxonne.
- 18 septembre : Arnould de Frise occidentale, comte de Frise occidentale.
- 30 septembre : Borrell II, comte de Barcelone.
- 19 octobre : Conrad III de Bourgogne, ou de Provence ou Conrad Ier d'Arles, dit Conrad le Pacifique,  roi d'Arles ou des Deux Bourgognes.
- 9 décembre : Egbert de Trèves, archevêque de Trèves.

- David II d'Artanoudji, prince géorgien d'Artanoudji-Calarzène.
- Guillaume Ier de Provence, aristocrate provençal.
- Huang Jucai, peintre chinois.
- Landenolf II de Capoue, prince de Capoue.
- Minamoto no Masanobu, noble de cour japonais (kugyō) de l'époque de Heian.

## Crédit d'auteurs
- Cet article est partiellement ou en totalité issu de l'article intitulé « 993 » (voir la liste des auteurs).